# یاربیتسه (توتین)
یاربیتسه (به صربی: Jarebice) یک منطقهٔ مسکونی در صربستان است که در توتین، صربستان واقع شده‌است. یاربیتسه ۲۱۵ نفر جمعیت دارد.